# روبرت فلمر
السير روبرت فيلمر(بالإنجليزية: robert filmer) (حوالي 1588 - 26 مايو 1653)، كان المنظر السياسي الإنجليزي الذي دافع عن الحق الملوكي الالهي.كان أشهر أعماله: البطريركية، الذي نُشر بعد وفاته في عام 1680، هدفًا للعديد من المحاولات للدحض، بما في ذلك خطابات ألغرنون سيدني حول الحكومة، ورسالتان في الحكم المدنية لجون لوك. كتب فيلمر أيضًا انتقادات لتوماس هوبز وجون ميلتون وهوجو غروتيوس وأرسطو.

## السيرة الذاتية
الابن الأكبر للسير إدوارد فيلمر وإليزابيث فيلمر من إيست ساتون في كنت، حصل على شهادة الثانوية العامة في كلية الثالوث (كامبريدج) في عام 1604. ولم يحصل على شهادة وتم قبوله في لينكولن إن في 24 يناير 1605. اشترى نزل الحمال في كنيسة وستمنستر لاستخدامها كمنزل له. في 8 أغسطس 1618، تزوج من آن هيتون في كنيسة سانت ليونارد بلندن، مع تعميد طفلهما الأول في فبراير 1620. في 24 يناير 1619، منح الملك جيمس الأول فيلمر في نيوماركت.
توفي والد فيلمر في نوفمبر 1629 وتولى فيلمر، وهو أكبر طفل، منزل والده وممتلكاته. أصبح قاضي الصلح وضابطًا في ميليشيا المقاطعة في ثلاثينيات القرن السادس عشر. كان الابن الأكبر لفيلمر، السير إدوارد، نشطًا في معارضة البرلمان الطويل، ووقف فيلمر على ضمان مقابل 5000 جنيه إسترليني للإفراج عن صديقه السير روجر تويسدن، الذي كان مسجونًا لدوره في عريضة كنتيش. نهب الجيش البرلماني منزله الريفي في سبتمبر 1642. وبحلول العام التالي، تم فرض ضرائب كبيرة على ممتلكاته في وستمنستر وكينت لتمويل القضية البرلمانية. تم التحقيق مع فيلمر من قبل لجنة المقاطعة للاشتباه في دعمه للملك، على الرغم من عدم الكشف عن دليل قاطع. طلب فيلمر من المحققين ملاحظة إلى أي مدى لديه من التدخل في أي من الجانبين في الأفعال أو الأقوال. ادعى أحد مستأجريه أن فيلمر أخفى أسلحة للملكيين، على الرغم من أن هذه كانت تهمة زائفة على ما يبدو. ربما لهذا السبب، سُجن فيلمر لعدة سنوات في قلعة ليدز وعُزلت ممتلكاته.
توفي فيلمر في 23 مايو 1653. أقيمت جنازته في إيست ساتون في 30 مايو، حيث دفن في الكنيسة، محاطًا بأحفاده من الجيل العاشر.
ولد ابنه، روبرت أيضًا، كأول بارونات فيلمر في عام 1674. وأصبح ابنه الآخر، بيفرشام فيلمر، مالكًا لمحكمة لودنهام بالقرب من فافيرشام، ثم نقلها عن طريق عائلته.

## البطريركية
كان فيلمر بالفعل في منتصف العمر عندما دفعه الجدل بين الملك ومجلس العموم إلى النشاط الأدبي. تقدم كتاباته أمثلة على المذاهب التي يتبناها القسم المتطرف من حزب اليمين الإلهي.
تم العثور على التعبير الكامل لأفكار فيلمر في البطريركية، أو القوة الطبيعية للملوك، الذي نُشر بعد وفاته في عام 1680، ولكن من المحتمل أن يكون قد بدأ في عشرينيات القرن السادس عشر ويكاد يكون شبه مؤكد قبل بدء الحرب الأهلية في عام 1642. وفقًا لكريستوفر هيل، «الحجة بأكملها من... البطريركية، وأعماله التي نُشرت في وقت سابق في أربعينيات وخمسينيات القرن السادس عشر، تستند إلى تاريخ العهد القديم من سفر التكوين فصاعدًا». يعارض مؤيدو فيلمر الحديثون ذلك بالإشارة إلى أن التركيز على حجج فيلمر الكتابية تتجاهل حججه الأقوى من التاريخ والمنطق.

تم إعلان موقفه من خلال الأعمال التي نشرها في حياته. من التجديف ضد الروح القدس، من 1646 أو 1647، جادل ضد الكالفينيين، بدءًا من عقيدة جون كالفين حول التجديف. يتعلق التحقيق الكبير في أصحاب الحيازات (1648) بالتاريخ الدستوري الإنجليزي. لم تحظ أعمال فيلمر المبكرة المنشورة بالكثير من الاهتمام، بينما عممت البطريركية في المخطوطة فقط. كانت فوضى الملكية المحدودة والمختلطة (1648) هجومًا على أطروحة حول الملكية بقلم فيليب هنتون، الذي أكد أن امتياز الملك لم يكن أعلى من سلطة مجلسي البرلمان.

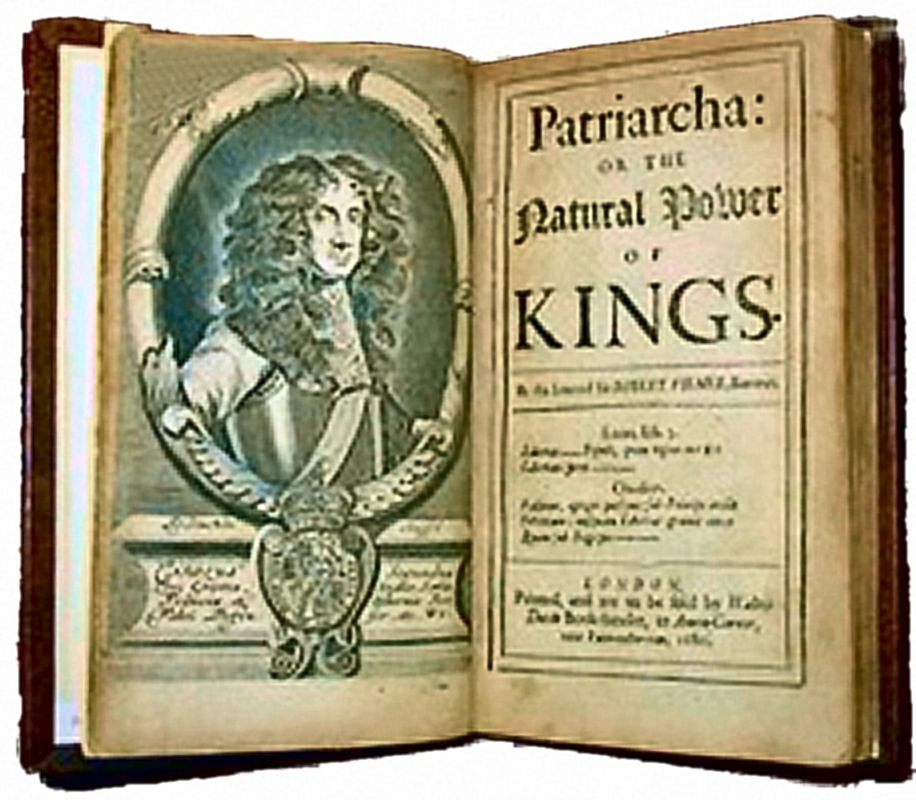
البطريركية ، لندن ، 1680.

ملاحظات فيلمر بشأن أصل الحكومة على السيد هوبز اللفياثان، السيد ميلتون ضد سالمسين، وحقوق غروتيوس في الحرب والسلام ظهرت في عام 1652. تمشيا مع عنوانها، تهاجم العديد من الكلاسيكيات السياسية، قانون الحرب والسلام لغروتيوس، والدفاع عن شعب إنجلترا من جون ميلتون، واللفياثان لتوماس هوبز. إنه مصدر الاقتباس الشهير من هوبز، الذي يؤكد أن الناس «مثل عيش الغراب... نبتوا من الأرض دون أي التزام على أحدهم تجاه الآخر». نُشر الكتيب المعنون «قوة الملوك، وخاصة ملك إنجلترا» (المكتوب عام 1648) لأول مرة عام 1680.

## الآراء
تأسست نظرية فيلمر على البيان القائل بأن حكومة الأسرة من قبل الأب هي الأصل الحقيقي ونموذج جميع الحكومات. في البداية أعطى الله السلطان لآدم، الذي كان له سيطرة كاملة على نسله، حتى على الحياة والموت نفسه. وقد ورث نوح هذا السلطان من آدم. هنا، من المرجح أن يستشهد فيلمر بأسطورة نوح وهو يبحر فوق البحر الأبيض المتوسط ويخصص القارات الثلاث في العالم القديم لحكم أبنائه الثلاثة. هذا يفترض أن الآباء والأمهات ورثوا من سام وحام ويافث السلطة المطلقة التي مارسوها على عائلاتهم وخدامهم، وأنه من هؤلاء الآباء كل الملوك والولاة (سواء كانوا ملكًا واحدًا أو مجلسًا حاكمًا) يستمدون سلطتهم، وهو إذن مطلق ومُؤسس على الحق الإلهي.
تجاهل فيلمر الصعوبة الكامنة في الحكم على صحة ادعاءات السلطة من قبل الرجال الذين يزعمون أنهم يتصرفون وفقًا لإرادة الله «السرية»، معتبرًا أنها لا تغير بأي حال من الأحوال طبيعة هذه السلطة، بناءً على الحق الطبيعي لأب أعلى ليحكم. الملك خال تماما من كل سيطرة بشرية. لا يمكن أن يكون ملزماً بأعمال أسلافه، وهو غير مسؤول عنها؛ ولا من تلقاء نفسه، لأنه من المستحيل أن يعطي الإنسان قانونًا لنفسه - يجب أن يفرض قانون من قبل شخص آخر على الشخص الملتزم به.
أما بالنسبة للدستور الإنجليزي، فقد أكد في استجوابه الكبير للمالكين الأحرار الذي لمس ملكنا الملك وبرلمانه (1648) أن اللوردات يقدمون المشورة للملك فقط، وأن مجلس العموم يجب أن يؤدوا ويوافقوا فقط على مراسيم البرلمان، وأن الملك وحده هو صانع القوانين التي تستمد قوتها من إرادته فقط. اعتبر فيلمر أنه من الوحشي أن يحكم الشعب على ملكه أو يعزله، لأنهم سيصبحون بعد ذلك قضاة في قضيتهم الخاصة.
كان فيلمر من أشد منتقدي الديمقراطية. في رأيه، كانت ديمقراطية أثينا القديمة في الواقع «نظام تجارة العدالة». لقد ادعى أن الأثينيين لم يعرفوا العدالة الحقيقية، فقط إرادة الغوغاء. كانت روما القديمة، وفقًا لفيلمر، محكومة بشكل عادل فقط بعد إنشاء الإمبراطورية.

## الاستقبال
حصلت نظرية فيلمر على اعتراف واسع بسبب نشرها بعد وفاته في الوقت المناسب. بعد تسع سنوات من نشر البطريركية، في وقت الثورة التي أبعدت ستيوارت عن العرش، خص جون لوك فيلمر من بين دعاة الحق الإلهي وهاجمه صراحةً في الجزء الأول من رسالتان في الحكم المدنية. تتطرق الرسالة الأولى إلى جميع حججه المتسلسلة، وتشير بشكل خاص إلى أنه حتى لو تم اعتبار المبادئ الأولى لحجته أمرًا مفروغًا منه، فقد تم تجاهل حقوق الأكبر سنًا في كثير من الأحيان بحيث لا يمكن للملوك المعاصرين المطالبة بمثل هذا الميراث للسلطة، كما يؤكد فيلمر.
كانت الملكية الأبوية لفيلمير أيضًا هدفًا لألجيرنون سيدني في خطاباته المتعلقة بالحكومة وجيمس تيريل في بطرياركا غير موناركا.
زعم جون كينيون، في دراسته للجدل السياسي البريطاني من عام 1689 إلى 1720، أن «أي دراسة غير متحيزة للموقف تظهر في الواقع أن فيلمر، وليس هوبز أو لوك أو سيدني، هو المفكر الأكثر نفوذاً في هذا العصر ... يمكن قياس تأثير فيلمر من خلال حقيقة أن كلا من لوك ... وسيدني ... لم يكونا يقدمان مساهمات مستقلة وإيجابية للفكر السياسي بقدر ما كانا تفنيدًا مفصلًا لبطريركية، الذي كتب بعد وقت قصير من نشره. لكن بالنسبة له، من المشكوك فيه أن يكون أي من الكتابين قد كتب».
في عهد الملكة آن تمتعت أعماله بالانتعاش. في عام 1705، خصص تشارلز ليزلي، غير المحلف، اثني عشر عددًا متتاليًا من البروفة الأسبوعية لشرح مبادئ فيلمر ونشرها في مجلد.

كتب جيريمي بنثام في مخطوطة غير منشورة:
يتجسد أصل حكومة فيلمر في كل مكان: لم يتم تقديم مخطط حكومة لوك، على حد علم أي هيئة، في أي مكان. في كل أسرة توجد حكومة، وفي كل أسرة تخضع أكثر أنواع الخضوع المطلق: الأب والملك والأم والشباب. وفقًا لمخطط لوك، لم يعرف الرجال شيئًا على الإطلاق عن الحكومات حتى التقوا معًا ليصنعوا واحدة. لقد تكهن لوك بعمق وتفكير بارع لدرجة أنه نسي أنه لم يكن قد بلغ سن الرشد عندما جاء إلى العالم ... تحت سلطة الأب ومساعده ورئيس الوزراء الأم، كل مخلوق بشري تم تدريبه على عادة الخضوع. ولكن، بمجرد تكوين العادة، ليس هناك ما هو أسهل من نقلها من كائن إلى آخر. بدون التأسيس السابق للحكومة المحلية، كان بإمكان الدم فقط، وربما مسار طويل منها، تشكيل حكومة سياسية.
ومضى بنثام في الادعاء بأن فيلمر فشل في إثبات نظرية الحق الإلهي لكنه أثبت «الاستحالة المادية لنظام المساواة المطلقة والاستقلال، من خلال إظهار أن الخضوع وليس الاستقلال هو الحالة الطبيعية للإنسان».

## المؤلفات
- 1947 : التجديف على الروح القدس
- 1648 : التحقيق الكبير لأصحاب الأحرار
- 1648 : فوضى الملكية المحدودة أو المختلطة
- 1648 : ضرورة القوة المطلقة لجميع الملوك
- 1652 : ملاحظات بشأن أصل الحكومة، على السيد هوبس ليفياثان، السيد ميلتون ضد سالماسيوس، هـ. غروتيوس دي جوري بيلي
- 1652 : ملاحظات على سياسات أرسطو المتعلقة بأشكال الحكومة، جنبًا إلى جنب مع توجيهات طاعة الحكام في الأوقات الخطرة والمريبة
- 1653 : إعلان لرجال لجنة التحكيم في إنجلترا لمس السحرة
- 1680 : البطريركية

## الروابط الخارجية
- مقالات تستعمل روابط فنية بلا صلة مع ويكي بيانات